# Viverone
Viverone (Vivron in piemontese, pr. /vɪw'rʊŋ/) è un comune italiano di 1 324 abitanti della provincia di Biella in Piemonte. Si trova nelle estremità orientale del Canavese e sorge sulle sponde biellesi dell'omonimo lago, il terzo in Piemonte per estensione.

## Geografia fisica

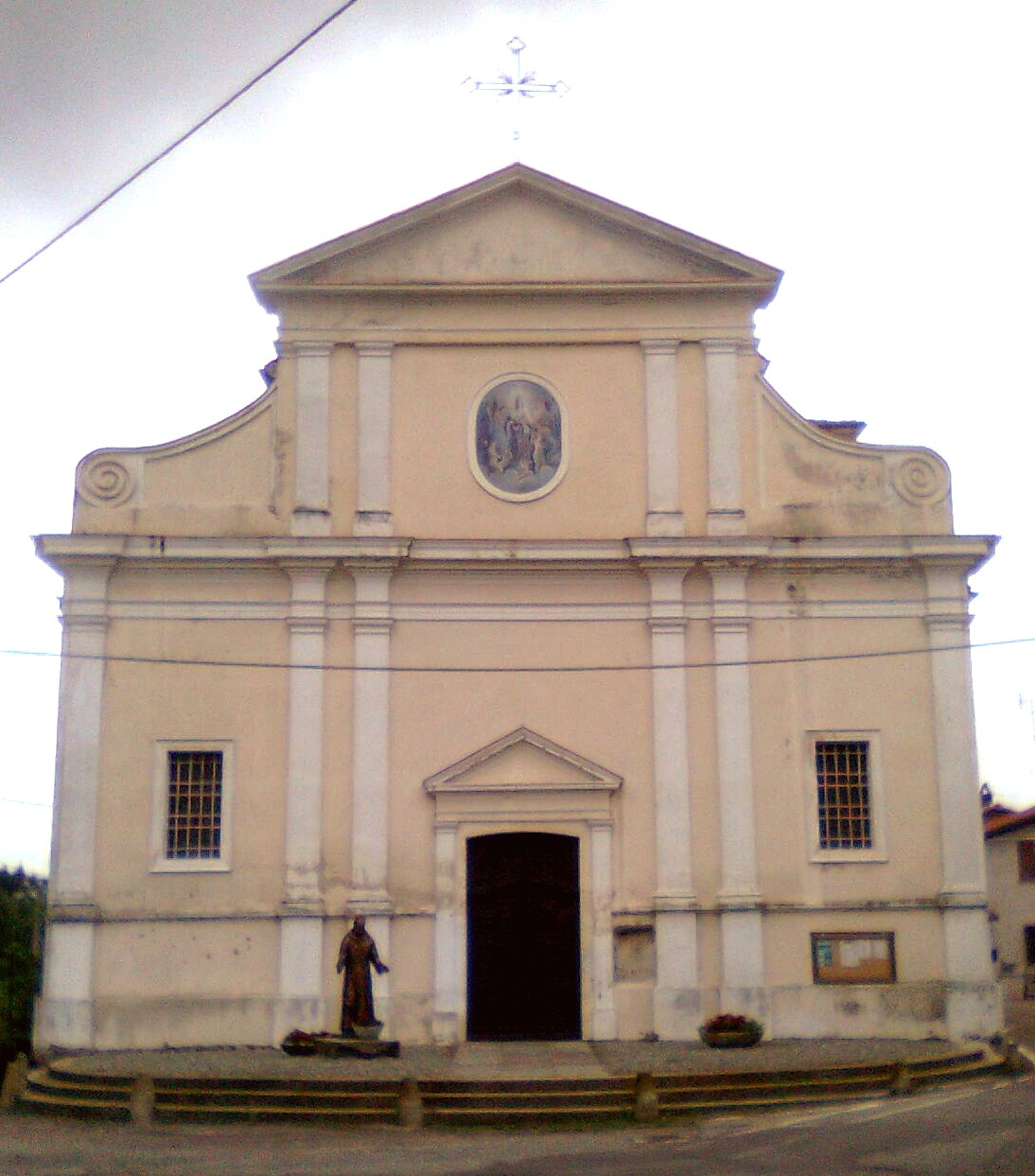
Parrocchia di S. Maria Assunta,facciata (1710-1840)

Il comune è situato tra Biellese e Canavese, all'incontro di tre province: la provincia di Biella (alla quale appartiene), la Città metropolitana di Torino (proprietaria di 1/6 delle rive del lago, sul lato occidentale, già sotto il Lido di Anzasco di Piverone ed il comune di Azeglio) e infine la provincia di Vercelli (con la quale confina a sud con le zonde boschive di Alice Castello e Borgo d'Ale).

In particolare, la parte occidentale, verso il Canavese, lambisce le ultime propaggini dell'Anfiteatro morenico di Ivrea (in particolare, la lunga collina de La Serra), coprendo una vasto territorio, che va dalla costa nord del lago (zone dette "Porticciolo" e "Villa", confinanti con il Lido di Anzasco di Piverone), quindi tutta la zona turistica del "Lungolago", che parte dalla zona "Lido" fino a "Punta Becco" (promontorio orientale del lago), quindi percorrendo tutte le rive orientali e meridionali, con le frazioni "Comuna di Viverone", "Masseria" e "Veneria". Quest'ultima frazione ne delimita i confini comunali, che terminano con la presenza di un'insenatura paludosa sud-occidentale del lago, verso la cosiddetta torbiera di Moregna e le campagne canavesane, dove passa il raccordo autostradale della diramazione A4/A5, già sotto la Città metropolitana di Torino, ai confini con Azeglio e parti di altri comuni.

Tutta la geomorfologia del territorio è il risultato dell'ultima glaciazione (circa 100.000 anni fa) in Piemonte.
Il turismo del lago offre la possibilità di sport acquatici e navigazione. Il centro storico invece, si raggiunge salendo la collina dalla ex Strada statale 228 del Lago di Viverone (Cavaglià-Ivrea), che taglia l'agglomerato in lunghezza, separando, di fatto, la zona lacustre da quella collinare. Quest'ultima, si estende da nord-ovest con le zone boschive della Serra, attraverso località "Casa Albert/Cascine Ponente", fino ai territori collinari di Piverone (già Città metropolitana di Torino), più quelli boschivi di Zimone (la zona detta "Sette Fontane" e il Monte Orsetto), per estendersi ancora a nord-est con le frazioni "Rolle" e "Bertignano".

Quest'ultima è nota sia per i resti di un ricetto del XV secolo, sia per la presenza del piccolo Lago di Bertignano, di origine naturale, ex sito idroelettrico, luogo di interesse storico-archeologico e riserva di pesca. Ancora più a est, Viverone confina, lungo tutto l'asse nord-sud, con il comune di Roppolo, sempre in provincia di Biella, noto per il castello medioevale e vecchia sede dell'Enoteca Regionale.

## Origini del nome
L'origine del toponimo Viverone è incerta. Forse deriva da Veprio (o Vibrio, Viprio), un prediale dell'XI secolo. Il nome avrebbe poi subìto delle variazioni, ad esempio in Veprio-onis, Vibrio-onis, poi Veveronis, Vevrono, infine Viveronis. Altre ipotesi, meno certe, sono da connettersi al motto araldico Vitis viva, cioè vite fertile, indicando la ricchezza enologica della zona, oppure ancora da vivaium, inteso come vivaio di pesci (il lago, appunto).

Il nome di frazione Rolle potrebbe indicare il rol, cioè il rovere che dominava la vegetazione, e Bertignano da Brictus, Britto, Berto, cioè il bretone, forse da antichi insediamenti celtici.

## Storia

### Preistoria
Sotto l'acqua del lago fu localizzato un antico insediamento preistorico alpino, che dal 2011 è entrato nell'elenco del patrimonio dell'umanità (con ID=1363-102) dell'UNESCO. Il ritrovamento di antiche costruzioni palafitticole, in special modo in frazione Masseria e presso le rive nord-occidentali (a ridosso del Lido di Anzasco e verso Azeglio), lo rendono un importante sito d'interesse archeologico.

Nel corso dei secoli furono rinvenuti anche monili, spade, asce, spilloni, ornamenti vari femminili, utensili e attrezzi vari che confermarono la presenza di insediamenti umani risalenti al Neolitico e, soprattutto, all'epoca del rame e della media età del bronzo (2000-1200 a.C. circa, il cosiddetto periodo fittile).

Probabilmente, un clima più temperato e l'uso di strumenti in bronzo favorirono una crescita demografica anche fuori dal contesto lacustre. Altri siti preistorici della zona quali, ad esempio, la piccola Cava di Purcarel, presso i boschi del Lago di Bertignano, più due reperti di imbarcazioni preistoriche ricavate da unico tronco d'albero, chiamate piroghe, rinvenute sempre dai fondali del Lago di Bertignano nel 1912 e nel 1982 (entrambe conservate al Museo di Antichità di Torino), confermarono una presenza di insediamenti negli stessi periodi, fino alle prime invasioni romane della Gallia cisalpina nel III secolo a.C. circa.

### Alto Medioevo
Viverone fu certamente un frequente crocevia del passaggio di eserciti romani alla conquista della Gallia e del Nord Europa in genere. Tuttavia, dopo la caduta dell'Impero Romano del 476, Viverone fu invasa dapprima da est, dai Longobardi del VI secolo, quindi dai Franchi da ovest, dei quali rimasero gli eredi anscarici del X secolo. Questi ultimi si contesero il territorio contro i vescovi di Vercelli, essendo Viverone zona strategica tra il marchesato di Ivrea ed il Capitolo ecclesiastico di Sant'Eusebio di Vercelli. Sotto vari scambi e cessioni di proprietà territoriale d'epoca feudale (dal IX-X secolo circa), in generale Viverone restò quasi sempre sotto la protezione del Capitolo vescovile. Un presidio monastico benedettino del IX secolo fu dedicato a San Martino di Tours, probabilmente eretto in zona frazione Comuna, e oggi totalmente scomparso. In alcuni documenti antichi infatti, il lago compare con il nome di Lago di San Martino.

### Basso Medioevo
Altri documenti del XII secolo confermarono che gli ultimi feudatari, tali Oddone e Bongiovanni, intorno al 1150 cedettero definitivamente gli ultimi possedimenti viveronesi ai vescovi vercellesi.

Intorno a quel periodo, oltre alla chiesetta benedettina di San Martino, attraverso documenti risalenti al 1151 (di papa Eugenio III) e al 1159 (Federico I Barbarossa), si confermò Viverone come località monacale benedettina, di cui abbiamo descrizione grazie agli studi condotti dallo storico Frate Lebole del XIX secolo, a cui fu dedicata la via di frazione Rolle e da non confondersi con il nipote Luigi Lebole, al quale fu invece titolata il nome della via delle Scuole elementari.

Intorno al XII secolo, fu eretta, sulla collina orientale, una prima chiesetta dedicata a San Michele, poi ampliata a piccolo convento e denominata Cella San Marco (XV secolo), quindi nuovamente Cella San Michele. Infine, completamente ristrutturata, nel XVIII secolo fu chiamata Cella Grande, oggi ristrutturata ed elegante sede enogastronomica e polifunzionale.

A cavallo tra il XIII e il XIV secolo, Viverone divenne teatro di rivalità tra i guelfi clericali del conte Pietro Bichieri - o Bicchieri (nipote del più noto cardinale Guala), e gli anticlericali di fazione ghibellina, intenti all'istituzione dei liberi comuni. Con la vittoria dei Guala-Bicchieri su gran parte dei feudi vercellesi, Viverone fu ancora contesa nel 1350, questa volta tra i Visconti longobardi e i Savoia-Acaia piemontesi. I Visconti furono aiutati militarmente da Facino Cane, un condottiero mercenario al soldo di Teodoro II del Monferrato, che nel 1391 saccheggiò barbaramente gran parte del territorio.
Tuttavia, tredici anni più tardi, esattamente nel 1404, il conte-duca Amedeo VIII di Savoia riuscì a sconfiggere i Visconti, e a riprendersi il paese. Per volere di Carlo Emanuele I, Viverone fu ceduta dapprima al fido marchese Mercurino Arborio di Gattinara (1465-1530), gran cancelliere di Carlo V e futuro cardinale; quando quest'ultimo morì, il paese fu lasciato temporaneamente in feudo al nobile Francesco Dal Pozzo, poi nuovamente al casato di Giovanni Arborio di Gattinara (1480-1544).

Fu in questo periodo che Viverone visse un'epoca di splendore e di ricostruzione. Sorse infatti il castello collinare, sulle basi di un preesistente castrum militare dell'XI secolo, e successivamente chiamato il Ricetto (costruito intorno al 1420-1480 circa), situato nel punto più alto della collina di frazione Bertignano, quindi usato come piccola roccaforte di osservazione: purtroppo ne rimangono oggi pochissimi ruderi.

### Dall'epoca moderna ad oggi
Nel XVII secolo Viverone continuò ad appartenere al casato dei Gattinara, dapprima con il marchese Gian Aurelio (1620) e, successivamente (1790), con il marchese Dionigi. Più tardi, altri nobili piemontesi godettero dei paesaggi viveronesi come, ad esempio, i marchesi di Ponzone e i conti di Biandrate, e infine il marchese Balbiano da Susa (1720-1760).
Il territorio viveronese fu ancora conteso nel XIX secolo, tra vari nobili di Azeglio, Piverone, Borgo d'Ale, Alice Castello, Cavaglià e Roppolo, fino ai giorni nostri.
L'Unità d'Italia non placò le liti sul dominio del territorio. Esse continuarono per l'amministrazione economica e turistica del Lago. Le percentuali di proprietà di quest'ultimo, conteso tra le amministrazioni dell'allora provincia di Torino (oggi Città metropolitana) e di Vercelli (poi tra provincia di Vercelli e Biella nel 1992), si definirono solo intorno ai primi del Novecento. Fino a poco tempo fa infatti, alcuni sostenitori della provincia di Torino usavano chiamare il lago con il nome "Lago di Anzasco", poiché quest'ultimo lido era una frazione di Piverone (sotto la provincia-città metropolitana di Torino).

Dal 1910 al 1940 poi, le acque del Lago di Viverone e del Lago di Bertignano furono utilizzate per scopi industriali; tra i due laghi funzionava una vecchia centrale idroelettrica della società Alta Italia. Durante la notte, l'acqua del Lago di Viverone veniva pompata nel laghetto più alto di Bertignano, mentre di giorno veniva sfruttata l'energia idrica di caduta, nei momenti di maggiore richiesta. Di questo impianto esistono ancora dei resti, fra cui le condotte di collegamento e un'enorme cisterna metallica grigia, visibile sulla collina viveronese.

Ancor oggi, Viverone rimane un crocevia di turismo e di tradizioni piemontesi miste tra Canavese, Biellese, Torinese e Vercellese. Attualmente, lo scalo ferroviario più vicino si trova a Santhià (a circa 15 km). In passato però, esisteva una delle prime automotrici littorine, costruita agli inizi del XX secolo e che trasportava passeggeri fino a Ivrea, ma fu poi dismessa nel secondo dopoguerra. Tra il 1882 e il 1933 Viverone fu servita dalla tranvia a vapore Ivrea-Santhià.

### Simboli
Lo stemma e il gonfalone sono stati concessi con D.P.R. n. 2867 del 14 novembre 1978.
Il gonfalone è costituito da un drappo partito di azzurro e di giallo.

## Monumenti e luoghi d'interesse
- Chiesa parrocchiale di Santa Maria Assunta, sui resti di una più antica del XII secolo dedicata a San Nicola, fu eretta nella sua forma attuale tra il 1710 (inizio del campanile[9]) e il 1840, anno di completamento della facciata in stile neoclassico semplice, quindi ristrutturata nel 1981. Di stile simile rimane anche la chiesetta cimiteriale detta della "Cura" (costruita su una preesistente, già annessa ai clerici Cisterna nel 1190 con la Beata Vergine del Rosario presso il vicino paese di Roppolo).
- Chiesetta dedicata a San Defendente, in via omonima angolo via Umberto I, edificio già attestato intorno al XVII secolo.
- Chiesa di San Rocco, in via omonima, con facciata in barocco piemontese con mattoni a vista (periodo 1710-1720).
- Chiesa della Madonna del Carmine situata in frazione Masseria; chiesa costruita all'inizio del XX secolo, nell'omonima frazione; fortemente voluta e costruita con apporto di mano e di offerte, dagli abitanti delle frazioni Masseria, Veneria e Comuna, per avere una chiesa nelle vicinanze delle loro abitazioni, in quanto la chiesa parrocchiale era distante qualche chilometro. Si tratta di una chiesa semplice; nella nicchia sopra l'altare, è collocata la statua della Madonna del Carmine.
- Villa Lucca, edificio di Via Umberto I, 107, provvisto di parco comunale sul retro e oggi sede del Municipio e della biblioteca Bertoldo, fu eretta sul finire del XVIII secolo dal cavalier Pietro Lucca, ultimo erede di ricca famiglia viveronese.
- Chiesetta dei Santi Fabiano e Sebastiano, prospiciente il municipio Villa Lucca, in Via Umberto I, 90 angolo Via Relenda. Fu eretta, forse, in occasione di un'epidemia di peste del XVI secolo; di proprietà prima della famiglia Lucca, fu poi ceduta alla famiglia Tarello e restaurata nel XVIII secolo, quindi dedicata anche a San Domenico[10]. Adiacente a essa, la sede viveronese dell'Associazione nazionale degli Alpini.
- Il già citato ricetto di Bertignano, sulle basi di un preesistente castrum militare dell'XI secolo, eretto nel 1420-1480 circa, usato come roccaforte di osservazione, e di cui oggi rimangono solo pochissimi ruderi.
- Villa Paolina di Via Zimone in frazione Rolle, provvista di un piccolo parco, costruita alla fine del XIX secolo
- Lago di Bertignano, piccolo laghetto in frazione omonima a nord-est del paese che, insieme alla vicina Cava di Purcarel, è un sito di interesse archeologico-preistorico e di riserva faunistica.

## Società

### Evoluzione demografica
Abitanti censiti

## Amministrazione
Di seguito è presentata una tabella relativa alle amministrazioni che si sono succedute in questo comune.
| Periodo        | Periodo        | Primo cittadino        | Partito                   | Carica  | Note   |
| -------------- | -------------- | ---------------------- | ------------------------- | ------- | ------ |
| 24 aprile 1995 | 14 giugno 1999 | Lorenzo Clerico        | lista civica              | Sindaco | [ 12 ] |
| 14 giugno 1999 | 14 giugno 2004 | Giulio Michele Monti   | lista civica              | Sindaco | [ 12 ] |
| 14 giugno 2004 | 8 giugno 2009  | Giulio Michele Monti   | lista civica              | Sindaco | [ 12 ] |
| 8 giugno 2009  | 25 maggio 2014 | Antonino Lodovico Rosa | lista civica              | Sindaco | [ 12 ] |
| 25 maggio 2014 | in carica      | Renzo Carisio          | lista civica Per Viverone | Sindaco | [ 12 ] |

### Gemellaggi
- Pogliana

## Galleria d'immagini

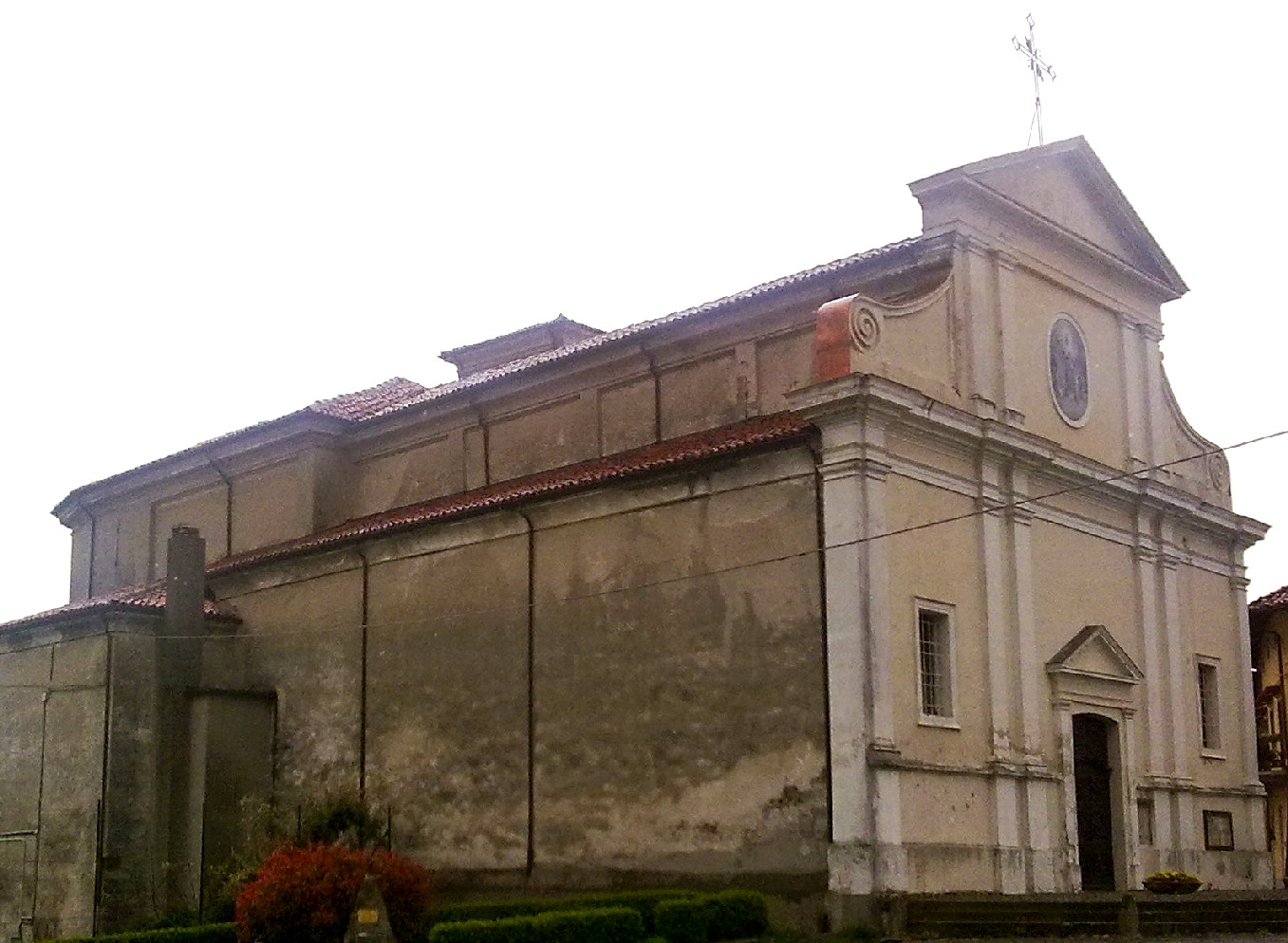
La chiesa parrocchiale di Santa Maria Assunta, vista di lato.
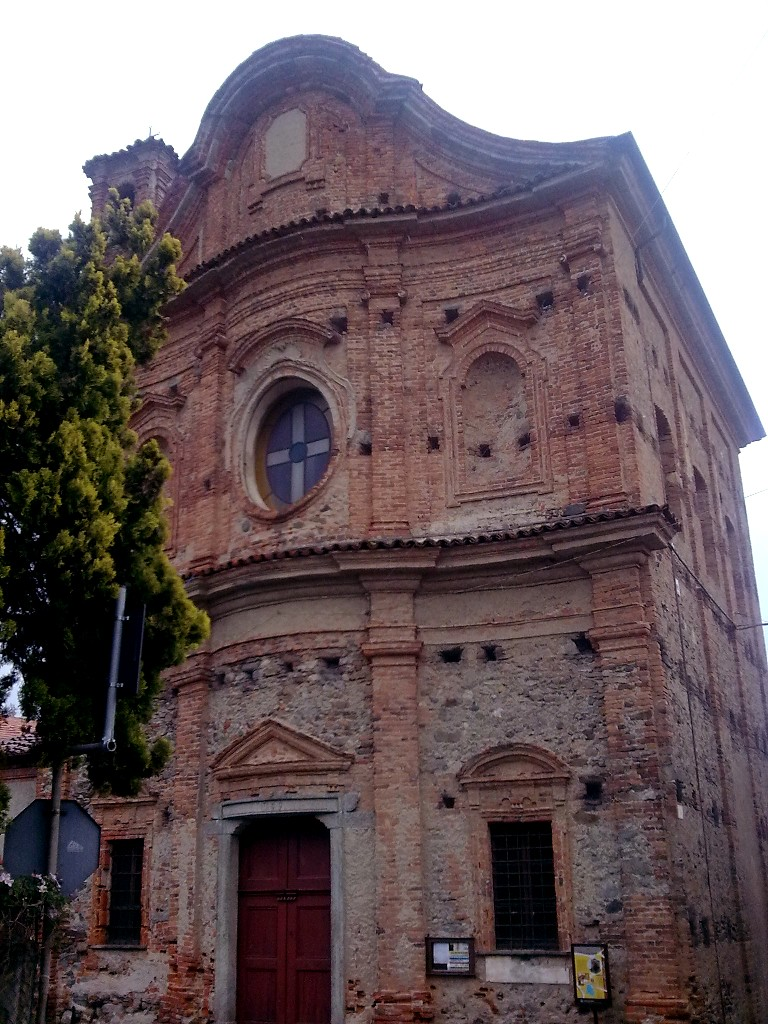
Chiesa di San Rocco in via San Rocco angolo via Umberto I
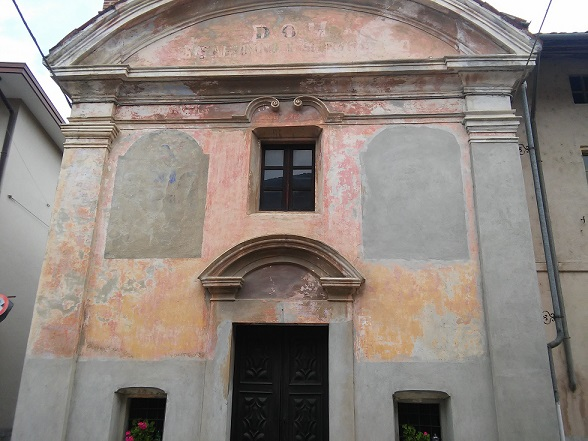
Chiesetta dei S.S. Fabiano, Sebastiano e Domenico, Via Umberto I, 90.
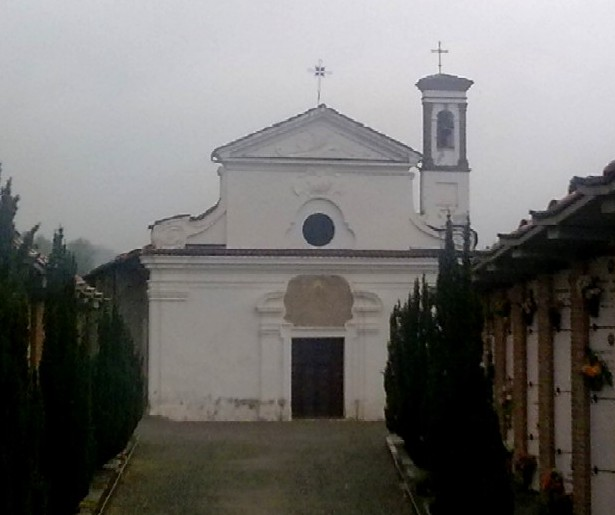
Chiesa della Cura, Cimitero di Viverone, sulla strada per Roppolo
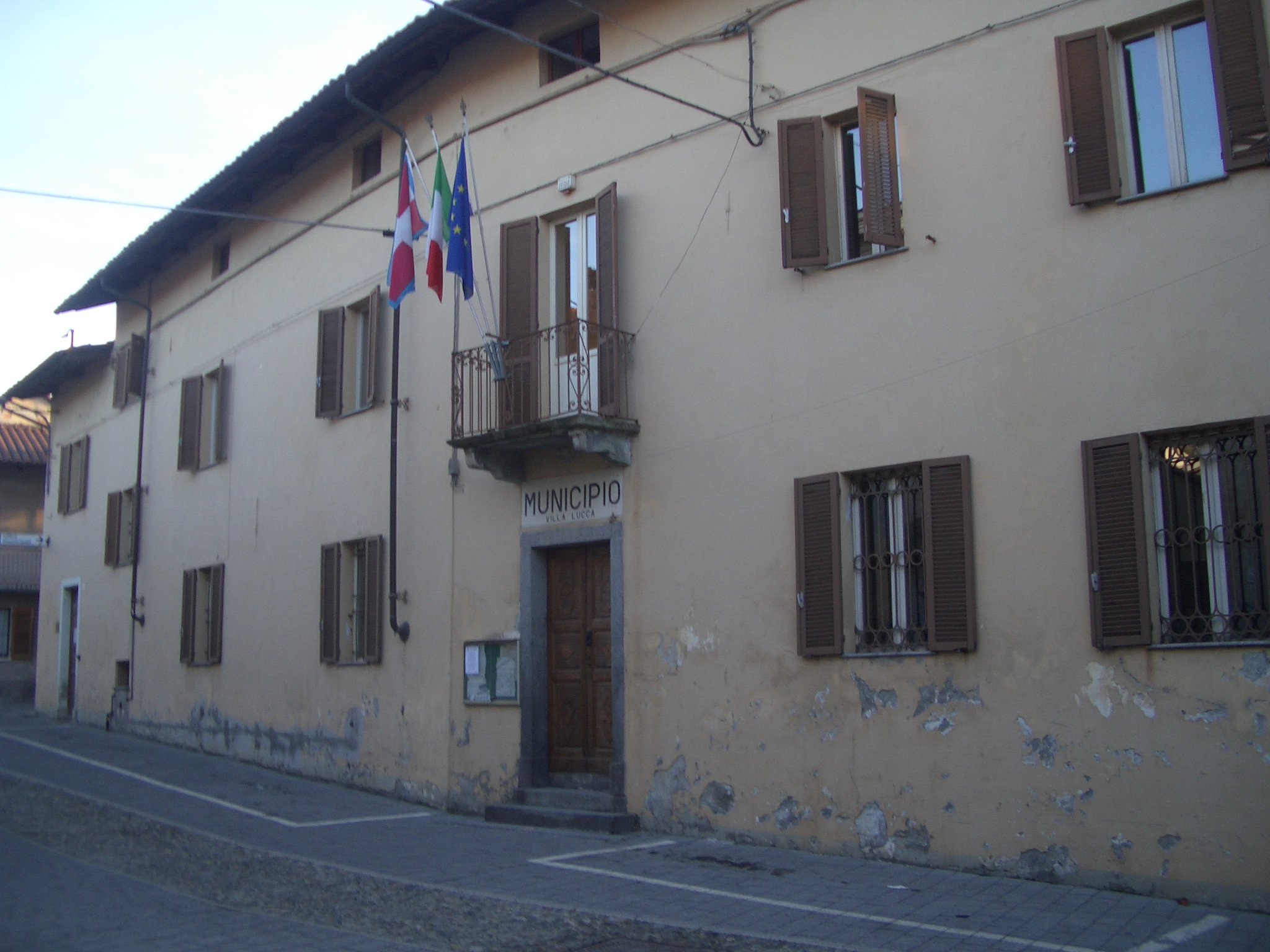
Ingresso su Via Umberto I del Municipio (Villa Lucca)
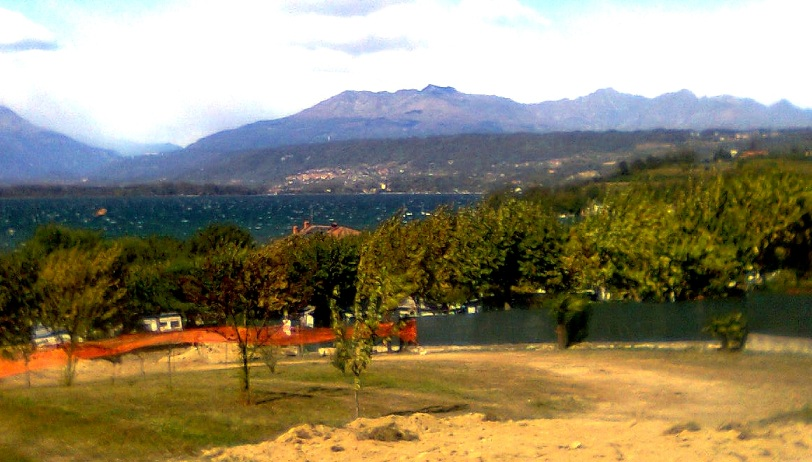
Da sud-est con vista della collina della Serra
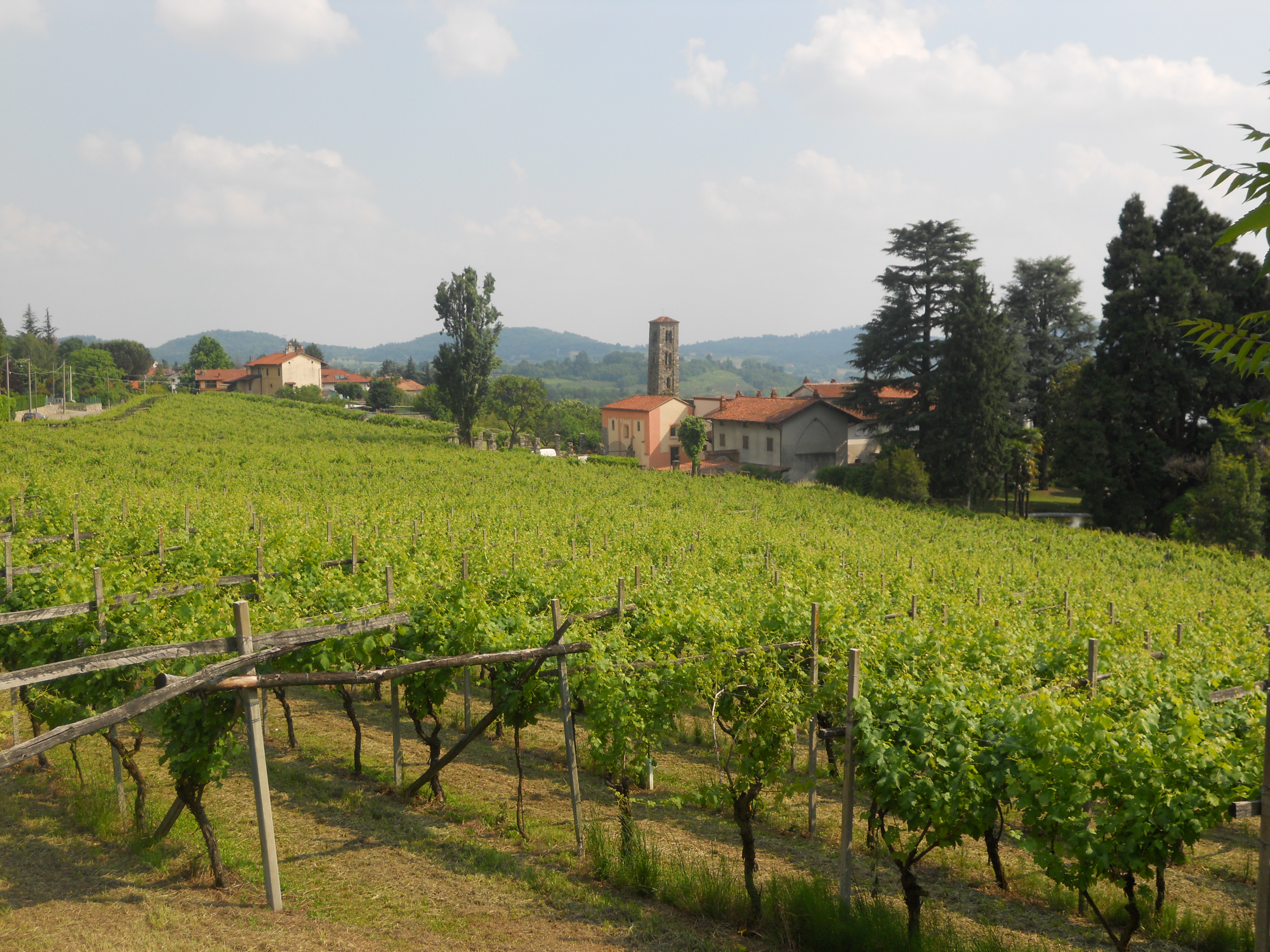
Vigneti verso il Lago
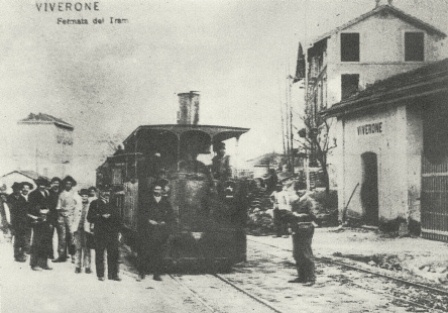
Viverone ai tempi della tranvia Ivrea-Santhià con la stazione di fermata